# Борсово търгувани фондове
Борсово търгуваните фондове (БТФ) (на английски: exchange-traded funds, ETFs) представляват финансови инструменти, идентично структурирани с взаимните фондове, чиито акции се търгуват на фондовите борси по начин, сходен с форекс търговията. Принципът на БТФ е, че те следват представянето на определен индекс от ценни книжа, цените на даден пазарен сектор или цените на стоки като петрол, злато и др. Повечето БТФ отразяват цените на индекси като S&P 500, DJIA, DAX30, Nikkei225 и др. и за разлика от индексите, се търгуват като акции на световните борси. Търгувайки този вид фондове, всеки инвеститор може да диверсифицира портфейла си, намалявайки по този начин риска от загуби. Освен това БТФ са привлекателни за инвеститорите заради по-ниските си разходи (отколкото ако ценните книжа бъдат купувани поотделно), прозрачността, ликвидността и данъчните облекчения. Ако взаимните фондове имат нетна стойност на активите, която се изчислява в края на деня, то цената на ETFs варира през целия ден, в зависимост от цената на базовия актив.
ETFs не гарантират точното отражение на цената и доходността на индекса, но портфейлният им мениджмънт е насочен към реализиране на най-близък резултат с този на индекса. Един от първите ЕТFs e SPDR, който предоставя възможността да се търгува индексът S&P 500, без да се налага инвестиране в цената му. Това го превръща в изключително атрактивна алтернатива.
Историята на Борсово търгуваните фондове започва през 1989 г., но те придобиват популярност през 1993 г., когато Нейтън Мост и Стивън Блум създават и разработват депозитарните разписки на Standard & Poor's. Известни още като SPDRs, или Spiders (в превод от английски: паяци), те се превръщат в най-големия ETFs в света. PowerShares QQQ е друг вариант на ETF за инвестиране в индекс, предлаган на NASDAQ Stock Exchange, като този инструмент следи NDAQ 100. През 1996 г. Barclays Global Investors въвежда WEBS (World Equity Benchmark Shares), които по-късно са преименувани на iShares MSCI Index Fund Shares. WEBS били иновативен инструмент, тъй като давали на обикновените инвеститори лесен достъп до чужди пазари.

## Видове Борсово търгувани фондове
- Индексни ETFs (Index ETFs)
- Стокови ETFs (Commodity ETFs)
- Облигационни ETFs (Bond ETFs)
- Валутни ETFs (Currency ETFs)
- Активно управлявани ETFs (Actively managed ETFs)
- Борсово търгувани фондове с ливъридж (Leverage ETFs)